# Georg Carstensen
Georg Carstensen, född 31 augusti 1812 i Alger, död 4 januari 1857 i Köpenhamn, var en dansk officerare och publicist.
Carstensen föddes i Alger som son till en dansk generalkonsul och flackade under några år omkring i världen, till dess han 1841 kom till Köpenhamn, där han startade åtskilliga tidskrifter, bland annat Portefeuillen och Figaro, och blev oerhört populär genom att grunda nöjesetablissemang som Tivoli, Casino och Alhambra.